# L. Shankar

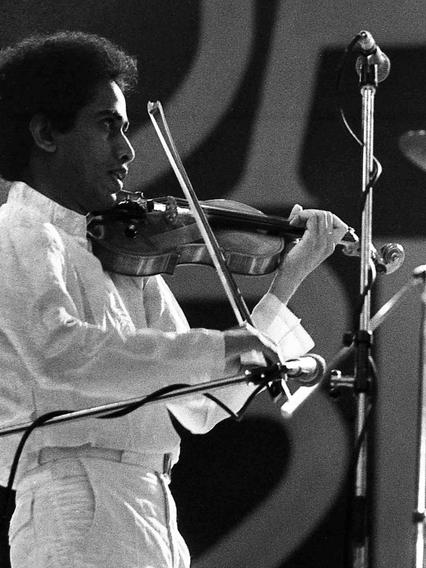
L. Shankar (Jazz Bilzen 1978; Foto: Chris Hakkens)

L. Shankar (Lakshminarayana Shankar; * 26. April 1950 in Madras), auch Shankar oder Shenkar, ist ein indischer Violinist und Komponist, der sowohl klassische indische Musik interpretiert als auch Fusion- und Popmusik.

## Leben
Shankar wuchs in Ceylon auf, wo sein Vater V. Lakshminarayana, ein in klassischer südindischer Musik ausgebildeter Violinist und Sänger, am Musikcollege von Jaffna unterrichtete. Er erlernte das Violinspiel und trat erstmals im Alter von sieben Jahren in einem ceylonesischen Tempel öffentlich auf.
Nachdem er mehrere Jahre lang verschiedene indische Sänger begleitet hatte, gründete er mit seinen Brüdern L. Vaidyanathan und L. Subramaniam ein Trio, das in ganz Indien auftrat. 1969 ging er in die USA, wo er an der Wesleyan University Musikethnologie studierte.
Dort lernte er Jazzmusiker wie Ornette Coleman, Jimmy Garrison und John McLaughlin kennen. Mit McLaughlin gründete er 1975 die Gruppe Shakti, eine der frühen Gruppen, in denen östliche und westliche Musiktradition aufeinander trafen. Es entstanden drei Alben von grundlegender Bedeutung: Shakti (1975), Handful of Beauty (1976) und Natural Elements (1977). Nach Auflösung der Band war er kurze Zeit Violinist bei Frank Zappa und gründete dann die Gruppe The Epidemics und veröffentlichte eine Reihe von Alben als Bandleader.
Mit Peter Gabriel arbeitete er erstmals auf dessen Album So von 1986 und schrieb mit diesem den 1989 erschienenen Soundtrack Passion: Music for The Last Temptation of Christ für den Film The Last Temptation of Christ von Martin Scorsese, für den er einen Grammy erhielt und war auch auf dem ergänzenden Album Passion – Sources zu hören. L. Shankar beteiligte sich 1993 mit dem Lied Dreams an dem von Peter Gabriel initiierten Kompilations-Album Plus from Us, bei dem sich einige an dem Gabriel-Album Us von 1992 beteiligte Musiker mit eigenen Arbeiten vorstellen konnten. 1993 bis 1994 nahm er an der Secret World Tour von Gabriel teil und ist auf dem zugehörigen Livealbum Secret World Live zu hören und auf dem gleichnamigen Videoalbum auch zu sehen. In der Folgezeit arbeitete er auch an dem Soundtrack OVO für die Millennium Dome Show von 2000 mit.
Seit 1996 arbeitet er mit der Violinistin Gingger Shankar als Duo Shankar & Gingger.
Daneben trat Shankar auch mit Elton John, Eric Clapton, Phil Collins, Bruce Springsteen, Van Morrison, Yoko Ono, Stewart Copeland, John Waite, Steve Vai, Ginger Baker, Nils Lofgren und Sting auf.

## Diskografie
- 1979: Touch Me There mit Vicky Blumenthal, Jack Emblow, James Lascelles, Jenny Lautrec, Dave Markee, Phil Palmer, Simon Phillips, Frank Zappa
- 1980: Who's to Know mit Zakir Hussain, Umayalpuram K. Sivaraman, V. Lakshminarayana
- 1981: Epidemics mit Caroline Shankar, Percy Jones, Gilbert Kaufman, Steve Vai
- 1983: Vision mit Jan Garbarek, Palle Mikkelborg
- 1984: Song for Everyone mit Jan Garbarek, Trilok Gurtu, Zakir Hussain
- 1987: Two Musical Traditions of India
- 1989: Pancha Nadai Pallavi mit Caroline Shankar, Zakir Hussain, T. H. Vinayakram
- 1989: M.R.C.S. mit Jon Christensen, Zakir Hussain, T.H. Vinayakram
- 1990: Nobody Told Me mit Zakir Hussain, V. Lakshminarayana, Ganam Rao, Caroline Shankar, T.H. Vinayakram
- 1990: Soul Searcher mit Caroline Shankar, Peter Gabriel, Zakir Hussain, Ganam Rao, T.H. Vinayakram
- 1995: Raga Aberi mit Caroline Shankar, Zakir Hussain, T.H. Vinayakram
- 2000: Eternal Light mit Zakir Hussain, T.H. Vinayakram
- 2004:Celestial Body mit Guy Allison, Neil Citron, Gingger Shankar
- 2018: Black Labyrinth mit Jonathan Davis
- 2020: Chepleeri Dream mit Jonathan Davis, Stephen Perkins, Norwood Fisher, Scott Page, Tony Levin, Chester Thomson, Dileep Palakkad[10]